# Copestylum avidum
Copestylum avidum är en tvåvingeart som först beskrevs av Osten Sacken 1877.  Copestylum avidum ingår i släktet Copestylum och familjen blomflugor. Inga underarter finns listade i Catalogue of Life.